# 火焔山
座標: 北緯42度56分38秒 東経89度31分39秒 / 北緯42.943983度 東経89.527631度

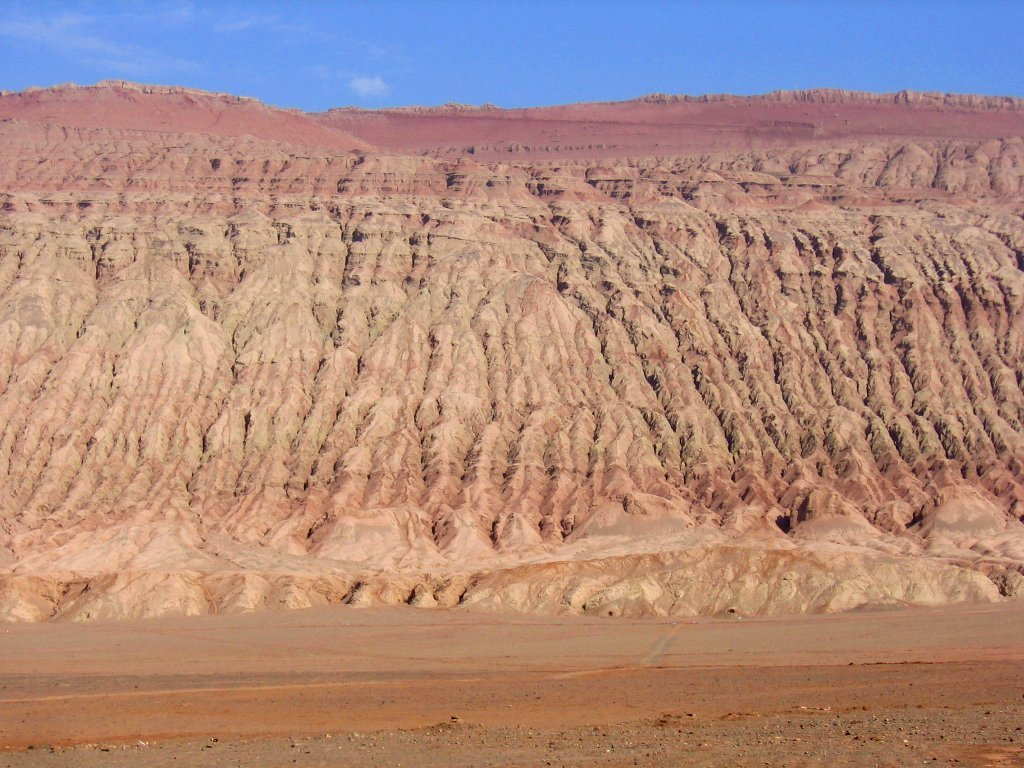
火焔山の一部。高さ500メートル、長さ98キロメートルの丘陵である

火焔山（かえんざん、拼音: huǒyànshān）は中華人民共和国新疆ウイグル自治区の天山山脈付近にある丘陵。タクラマカン砂漠タリム盆地の北部、トルファン市高昌区の東部に位置する。砂岩が侵食してできた赤い地肌には、炎を思わせる模様ができている。平均標高は500メートルであり、比較的平らな山頂が、長さ98キロメートル、幅9キロメートルにわたって横たわっている。途中の何箇所かが川で切断されている。この特徴的な地形は、火山活動による溶岩が、長年にわたってガリ侵食などで削られてできたものである。平均気温が高いことで知られ、夏の気温が摂氏50度を超えることも頻繁である。この地形と気候が特徴的なため、中国での人気観光スポットの一つとなっている。

## シルクロードとの関係

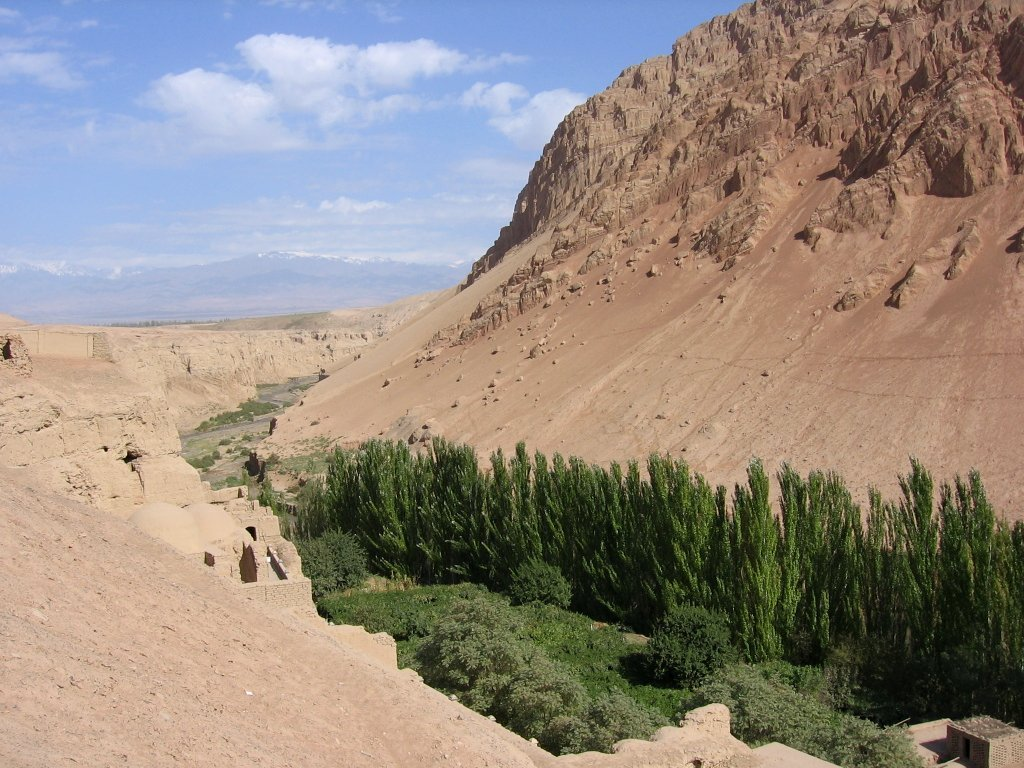
中腹にあるベゼクリク千佛洞

古代の東西交易にとってタクラマカン砂漠は難所の一つであった。交易商人たちは、タクラマカン砂漠の北端を、シルクロード天山南路として利用した。その途中にあるオアシスは、高昌のように貿易中継地として栄えた。彼ら交易商人達に仏教の僧侶も同行し、その路上に仏教寺院を作った 。火焔山の中腹には、そのような寺院の一つ、ベゼクリク千佛洞がある。5世紀から9世紀にわたって増築が進められたもので、仏教施設がある70の洞窟の集合体である。多数の壁画や仏像が残されている。

## 文学との関係
火焔山は16世紀の明で呉承恩が書いたとされる小説『西遊記』にも登場する。西遊記では炎が上がる山として描かれている。

## 民話
漢の古い伝承によると、火焔山はサルの王が天界で窯をひっくり返した残り火が地上に落ちたものである。『西遊記』でも、「美猴王」と名乗っていた頃の孫悟空が閉じ込められていた八卦炉から脱出した際に壊れた八卦炉の破片が地上に落ちたものとされている。
ウイグル人の伝承によると、天山山脈にはドラゴンが住んでおり、人々の子供を食い殺したため、ウイグル族の英雄がドラゴンを8つに切り刻んだ。その8つの部分が火焔山となり、その山肌はドラゴンの血で真っ赤に染まった。